# QVC
QVC è un canale televisivo statunitense fondato nel 1986 da Joseph Segel, un imprenditore che ha intuito le potenzialità di successo di un canale televisivo retail per la vendita di prodotti incentrato su 3 principi: Quality, Value, Convenience (da qui il nome del canale).
Uno dei primi marchi a firmare un contratto di due anni con QVC per i suoi prodotti è stata Sears.
Negli Stati Uniti QVC è il secondo canale televisivo per dimensioni, con un fatturato di circa 7,5 miliardi di dollari. Con  milioni di clienti nel 2016 conta di 13,6 milioni e 17.000 dipendenti nel mondo, oggi QVC opera negli USA, nel Regno Unito, in Germania, in Giappone, in Italia ed in Cina.

## Loghi

1993 – 2007
2007 – 2019
2019 – in uso

## Versioni localizzate
- QVC USA
- QVC UK
- QVC Deutschland e QVC Plus
- QVC Japan
- QVC Italia
- QVC/CRN China
- QVC France